# Consejo Délfico Internacional

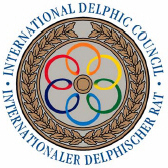
Escudo del Consejo Délfico Internacional.

El Consejo Délfico Internacional es una organización sin fines de lucro fundada en 1994 en Berlín, Alemania.

## Referencia histórica
Los Juegos Délficos de la era moderna se inspiraron en los tradicionales Juegos Píticos de Delfos de la antigua Grecia como símbolo de la paz. Los Juegos originales fueron entre artistas y grupos culturales étnicos. Se llevaron a cabo todos los años anteriores a los Juegos Olímpicos. Los líderes espirituales formaron el Panhelénico para realizar maravillas, teatro, música y poesía para alabar al dios Apolo de la luz maravillosa, el símbolo del Oráculo de Delfos. Los Juegos Pitios fueron uno de los cuatro Juegos Panhelénicos, un precursor de los Juegos Olímpicos modernos, que se celebraban cada cuatro años en el santuario de Apolo en Delfos.
Después del resurgimiento de los Juegos Olímpicos, se llevaron a cabo concursos de arte de 1912 a 1948 por iniciativa de Pierre de Coubertin. Las competiciones en las diversas formas de arte estaban relacionadas temática y exclusivamente con el deporte.
También en la primera mitad del siglo XX, hubo un movimiento para revivir los Juegos Pitianos de Delfos, por iniciativa del poeta griego Ángelos Sikelianós y de la bailarina y musicóloga estadounidense Eva Palmer-Sikelianos; en 1927, se celebró por primera vez el Festival Delfos. Los festivales de Delfos se llevan a cabo en el verano en Delfos, centrados principalmente en los turistas.

## Fundación
El Consejo Délfico Internacional fue fundado en 1994. El fundador J. Christian B. Kirsch invitó a personas de dieciocho naciones a Berlín al congreso de fundación en el Palacio de Schönhausen, con el objetivo de revivir los Juegos Píticos y proporcionar un foro para las artes en todo el mundo. Los representantes fueron de Argentina, Austria, China, Chipre, Ecuador, Francia, Alemania, Grecia, Kazajistán, Libia, Liechtenstein, Lituania, México, Nigeria, Filipinas, Polonia, Rusia, Eslovaquia, Suiza y los Estados Unidos.
Los símbolos del Movimiento Delfos Internacional imitan los símbolos de los Juegos Olímpicos. La bandera con los anillos de Delfos que están conectados en un círculo como una flor, fue diseñada por Christian Kirsch.
El primer presidente del Consejo Délfico Internacional fue Ebun A. Oyagbola de Nigeria, el secretario general y fundador es J. Christian B. Kirsch de Alemania, y el presidente desde 2009 es Divina Bautista de Filipinas.

## Cronología de los Juegos Délficos Internacionales

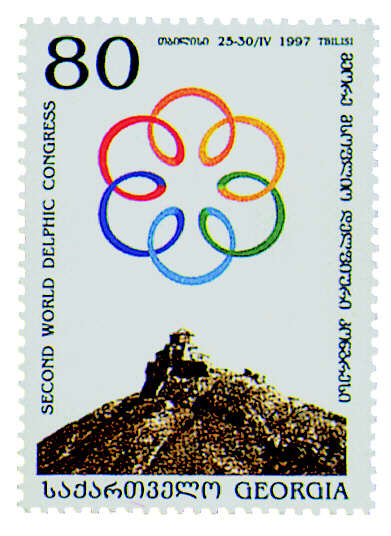
Sello oficial del II Congreso Mundial Delfos 1997 en Tbilisi. El sello muestra el emblema del Movimiento Delfos Internacional y el monasterio georgiano Jvari.

El Consejo Délfico Internacional organiza los Juegos Délficos Internacionales para adultos y jóvenes cada cuatro años, con dos años de diferencia entre sí en diferentes países; se insta a los países que tengan interés en albergar los juegos a presentar una oferta.
Los Juegos Delfos se encuentran en seis Categorías de Arte Delfos, y están bajo el patrocinio de instituciones internacionales, entre ellas, el Consejo de Europa, la Unesco y la Asociación de las Naciones de Asia Sudoriental.
Desde 1997 se han organizado siete Juegos Delfos internacionales: tres para adultos y cuatro para jóvenes.
| Año  | Evento                          | Localización                          |
| ---- | ------------------------------- | ------------------------------------- |
| 1997 | Primeros Juegos Délficos Júnior | Tiflis / Georgia                      |
| 2000 | Primeros juegos de Delfos       | Moscú / Rusia                         |
| 2003 | Segundos Juegos Délficos Júnior | Düsseldorf / Alemania                 |
| 2005 | Segundos juegos de Delfos       | Kuching / Malasia                     |
| 2007 | Terceros Juegos Délficos Júnior | Baguió / Filipinas                    |
| 2009 | Terceros juegos de Delfos       | Jeju / Corea del Sur                  |
| 2011 | Cuartos Juegos Délficos Júnior  | Johannesburgo/ África austral         |
| 2015 | Quintos Juegos Délficos Júnior  | Syracuse (Nueva York), Estados Unidos |